# 元世遵
元 世遵（げん せいじゅん、? - 525年）は、北魏の皇族。淮南王。元均の兄。

## 経歴
淮南王元顕（拓跋他の子の拓跋吐万の子）の子として生まれた。淮南王の封を嗣いだ。宣武帝のとき、前軍将軍の位を受け、行幽州事をつとめ、西中郎将を兼ねた。また行青州事をつとめ、まもなく驍騎将軍に転じた。征虜将軍・幽州刺史として出向した。孝明帝のとき、征虜将軍のまま荊州刺史となった。まもなく前将軍の位を加えられた。漢陽にいたときは、治績を挙げて名声があったが、後に収賄と濫費のために名声を損なった。
521年（正光2年）、沔水の南の少数民族と襄陽の民衆がひそかに連絡して世遵を引き入れ、襄陽を乗っ取って北魏につこうと計画した。世遵はこれに呼応して動くべく上奏すると、持節・都督荊州沔南諸軍事・平南将軍に任じられ、散騎常侍の位を加えられた。洛州刺史の伊瓫生と魯陽郡太守の崔模が別将となり、2万の兵を率いて世遵の下についた。北魏軍は漢水に到着したが、崔模らが逡巡して渡河が遅れ、襄陽で北魏に内応しようとした者たちは計画が漏れて梁の雍州刺史に殺され、防備を固められた。崔模は襄陽の街を焼いて、数万人を殺した。この夜、激しい風雨が雪と変わり、崔模らは軍を返したが、兵士に凍死するものが続出した。世遵と伊瓫生・崔模は責任を問われて免官された。
後に世遵は散騎常侍・平北将軍・定州刺史に任じられた。525年（孝昌元年）、定州で死去した。散騎常侍・征西将軍・雍州刺史の位を追贈された。諡は康王といった。
子の元敬先が後を嗣ぎ、諫議大夫・散騎常侍を歴任し、主衣都統を兼ねた。敬先は元顥が洛陽に入ったときに殺害された。

## 伝記資料
- 『魏書』巻16 列伝第4
- 『北史』巻16 列伝第4